# Lenguas Finisterre
Las lenguas de Finisterre son una familia lingüística de lenguas papúes que constituye una de las dos ramas del grupo Finisterre-Huon de las lenguas trans-neoguineanas (TNG) proposal. William A. Foley que su pertenencia al trans-neoguineano está por ser establecida con mayor claridad. Estas lenguas comparten con las lenguas Huon, el carácter supletivo de muchos verbos según la persona y el número del objeto sintácticos, además de abundante evidencia morfológica de parentesco.

## Clasificación
Las lenguas de península Huon y de Finisterre, así como la conexión entre ellas fue identifcada inicialmente por Kenneth McElhanon (1967, 1970). Cada uno de los grupos constituye claramente una familia filogenética, aunque la clasificación interna de ambos grupos es difícil a partir de la evidencia disponible. Más abajo se resume la clasificación dada por la edición 16.ª de Ethnologue, que sigue la propuesta original de McElhanon (1975) excepto por lo que respecta al idioma abaga, que previamente había sido considerado una lengua independiente dentro del grupo Finisterre, pero que fue reclasificado como una de las lenguas kalam (dentro de la rama Madang del TNG).
- Familia de Finisterre
  - Rama Erap: Finongan, Gusan, Mamaa, Nakama, Nimi, Nuk, Nek, Numanggang, Sauk (Ma Manda), Munkip-Uri.
  - Rama Gusap-Mot: Madi (Gira), Iyo (Nahu), Neko, Nekgini, Ngaing, Rawa, Ufim.
  - Rama Uruwa: Sakam (Kutong); Nukna (Komutu), Som, Weliki, Yau.
  - Rama Wantoat: Awara-Wantoat (Yagawak, Bam), Tuma-Irumu.
  - Rama Warup: Asaro'o (Morafa), Bulgebi, Degenan, Forak, Guya (Guiarak), Gwahatike (Dahating), Muratayak (Asat, Yagomi).
  - Rama Yupna: Bonkiman, Domung-Yout Wam, Ma (Mebu), Nankina, Yopno (Kewieng, Wandabong, Nokopo, Isan).

## Comparación léxica
Los numerales en diferentes lenguas de Finisterre orientales son:
| GLOSA | Erap              | Erap            | Erap         | Erap          | Gusap-Moi   | Gusap-Moi     | Gusap-Moi   | Uruwa             | Uruwa               | Uruwa         | Wantoat                         | Wantoat           | Wantoat             | Yupna       | Yupna           | PROTO- FINISTERRE |
| GLOSA | Nek               | Numang- gang    | Sauk         | Uri           | Iyo         | Ngaing        | Rawa        | Nukna             | Sakam               | Yau           | Awara                           | Tuma- Irumu       | Wantoat             | Ma- Mibu    | Yopno           | PROTO- FINISTERRE |
| ----- | ----------------- | --------------- | ------------ | ------------- | ----------- | ------------- | ----------- | ----------------- | ------------------- | ------------- | ------------------------------- | ----------------- | ------------------- | ----------- | --------------- | ----------------- |
| '1'   | noŋgɑn            | kubugoŋ         | nɨŋgɨt (bən) | kubinik       | kanata      | kai           | gura-naŋge  | kəman             | kuwe                | tungu         | gwendu                          | kumbæ- gaŋan      | gwendu              | ʌndu gʌn du | kɑloŋɨ          | *kombə- *naŋgə    |
| '2'   | tɨpet             | lufom           | yalɨ         | famaaʔ        | ɪrisa       | iri(sak)      | eraya       | yarə              | daːŋgaːn            | yai           | gwenalʌg                        | yaræ              | gweaya              | yat         | bɑmorɨ          | yare              |
| '3'   | tɨpet gɨt no      | lufomku- litniŋ | yalənəŋ      | famaneŋ       | kapʊsa      | atbusak       | kabusa      | kaləhu            | kalpu               | anfi          | gwenalʌ gwendu                  | yaræ kumbæ        | gweaya-at gwendu-at | kepu        | kɑplɨ           | *kaləpu           |
| '4'   | tɨpet (gɨt) tɨpet | lufolufom       | yalɨyalɨ     | famaʔɡoŋ      | nim̃ kini    | iri abaiŋ iri | namoraya    | yarə nuknuk       | daːŋgaːn daːŋgaːn   | awanomuno     | gwenalʌɣʌt gwenalʌɣʌt/ (po)pɛlʌ | yaræ bok yaræ bok | gweaya-at gweaya-at | ʌmʌŋ kʌpʌsi | embɑmot embɑmot | *2+2              |
| '5'   | kɨt meŋ           | kohofukuŋ       | keko         | 2+2+1         | kandɛka     | adi kai       | kande-gura  | ket numkəlu kəmuk | kaːlbwe kuwe kundup | obu-kema      | (pai)pɛlʌ                       | ket kukŋi kubæ    | katau kuut musa     | karak ʌndu  | kɨsit kɨndɑ     | *ka(n)ta-         |
| '6'   | 5+1               | 5+1             | 5+1          | siamoɡiŋ      | 5+1         | 5+1           | 5+1         | 5+1               | kim bilaːm          | 5+1           | (sɪks)pɛlʌ                      | 5+1               | 5+1                 | 5+1         | 5+1             | *5+1              |
| '7'   | 5+2               | 5+2             | 5+2          |               | 5+2         | 5+2           | 5+2         | 5+2               | ɲoŋ                 | 5+2           | (sɛβɛn)pɛlʌ                     | 5+2               | 5+2                 | 5+2         | 5+2             | *5+2              |
| '8'   | 5+3               | 5+3             | 5+3          | memeŋ         | 5+3         | 5+3           | 5+3         | 5+3               | biŋ                 | 5+3           | (et)pɛlʌ                        | 5+3               | 5+3                 | 5+3         | 5+3             | *5+3              |
| '9'   | 5+4               | 5+4             | 5+4          | memeŋgiŋ      | 5+4         | 5+4           | 5+4         | 5+4               | tukaːp kaːluk       | 5+4           | (nain)pɛlʌ                      | 5+4               | 5+4                 | 5+4         | 5+4             | *5+4              |
| '10'  | kɨt tɨpet         | kohoŋ wanaŋ     | kekokeko     | memeŋgiŋ sini | kande ɪrisa | adi iri mut   | kande eraya | ket numnum kəmuk  | kuwe mim            | obu yait yait | (tɛn)pɛlʌ                       | kep kukŋi kudup   | katau kuut musa-at  | karak yat   | kɨsit bɑmot     | *ka(n)ta yare     |

Los segmentos entre paréntesis del awara son préstamos léxicos tomados del tok pisin.